# Chiesa di Regina Pacis (Forlì)
La chiesa di Regina Pacis di Forlì è una chiesa dedicata alla Madonna, facente parte della Diocesi di Forlì-Bertinoro, nel quartiere Spazzoli-Campo di Marte-Benefattori. La chiesa è intitolata a Maria Regina della Pace ed è la chiesa parrocchiale dell'omonima parrocchia della Diocesi. 
La chiesa è degli anni '60 e presenta uno stile eclettico che prevede una struttura con materiali moderni associata a vetrate artistiche e decorazioni in ferro battuto e ceramica nell'interno.

## Storia
Il piano regolatore del 1941 progettato da Saul Bravetti prevedeva ci fosse in questa zona, oltre l'uscita dai giardini pubblici un nuovo luogo di culto, ma solo con gli anni '50, per interessamento del vescovo Paolo Babini, si inizia a pensare concretamente alla realizzazione di una chiesa per quello che sta diventando un nuovo quartiere in espansione. Il primo progetto, dell’ingegner Ferruccio Gavelli, non viene accettato dalla Pontificia commissione centrale per l’Arte Sacra e viene preferita la proposta dell'ingegner Giancarlo Cevenini che poi esegue i lavori, approvati da una commissione il 26 giugno del 1962. Il progettista lavorerà poi a Roma nella Chiesa della Sacra Famiglia di Nazareth, che presenta alcuni tratti in comune con Regina Pacis. I lavori cominciano l'anno seguente con la posa della prima pietra e finiscono nel 1965 anno in cui la nuova chiesa viene inaugurata.

## Descrizione
La pianta è centrale ed elabora in forme complesse la base ottagonale, ben riscontrabile dall'interno, che nell'esterno diventa un alternarsi di otto moduli di due differenti forme, rettangolari o trapezoidali. Il campanile e la pensilina che doveva circondare la chiesa, pur presenti nel progetto, non sono mai stati realizzati.

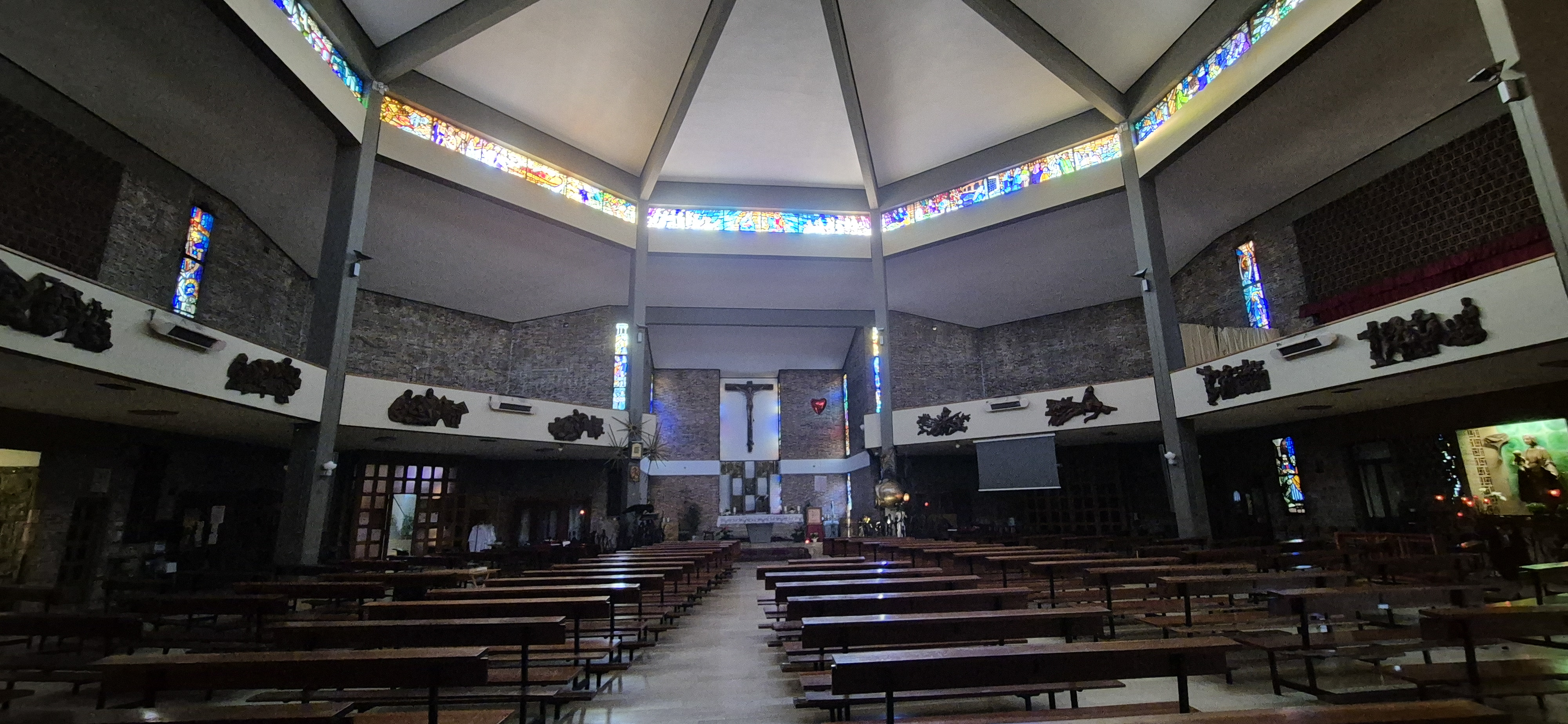
Chiesa di Regina Pacis, Forlì, visione interno

Il materiale utilizzato abbina il mattone a vista con il moderno cemento armato, mentre il pavimento è in marmo e le decorazioni in materiale molto vario che va dal vetro al ferro battuto.

### Opere in ceramica e terracotta
Le opere in ceramica e terracotta sono le prime a essere eseguite. Il Crocifisso del 1968 si compone di una croce in legno di pino, proveniente dagli alberi del podere della famiglia Cimatti e di una scultura in terracotta dell'artista faentino Gaetano dal Monte, commissionata dal notaio Eugenio de Simone. La tipologia rappresentativa è quella del Christus Patiens e il materiale si presta bene a dare un effetto di magrezza e lacerazione della carne.
La Madonna della Pace, anch'essa del 1968 e realizzata da Gaetano dal Monte, rappresenta Maria che presenta il Bambino ai fedeli. Sullo sfondo le piastrelle sono opera di Giovanni Nanni.
Giannantonio Bucci e Leandro Lega sono gli autori della Cappella dei Santi.

### Opere in ferro battuto
Le opere in ferro battuto sono realizzate da Mario Pozzebon e Carlo Rossi, nel 1980. Pozzebon si concentra sulla resa stilizzata della figura umana che appare filiforme e allungata, sul modello di Alberto Giacometti. Questo avviene nel tabernacolo e nell'ambone, oltre che nelle ringhiere della cappella del fonte battesimale e della cappella della Madonna della Pace. 

### Le vetrate policrome

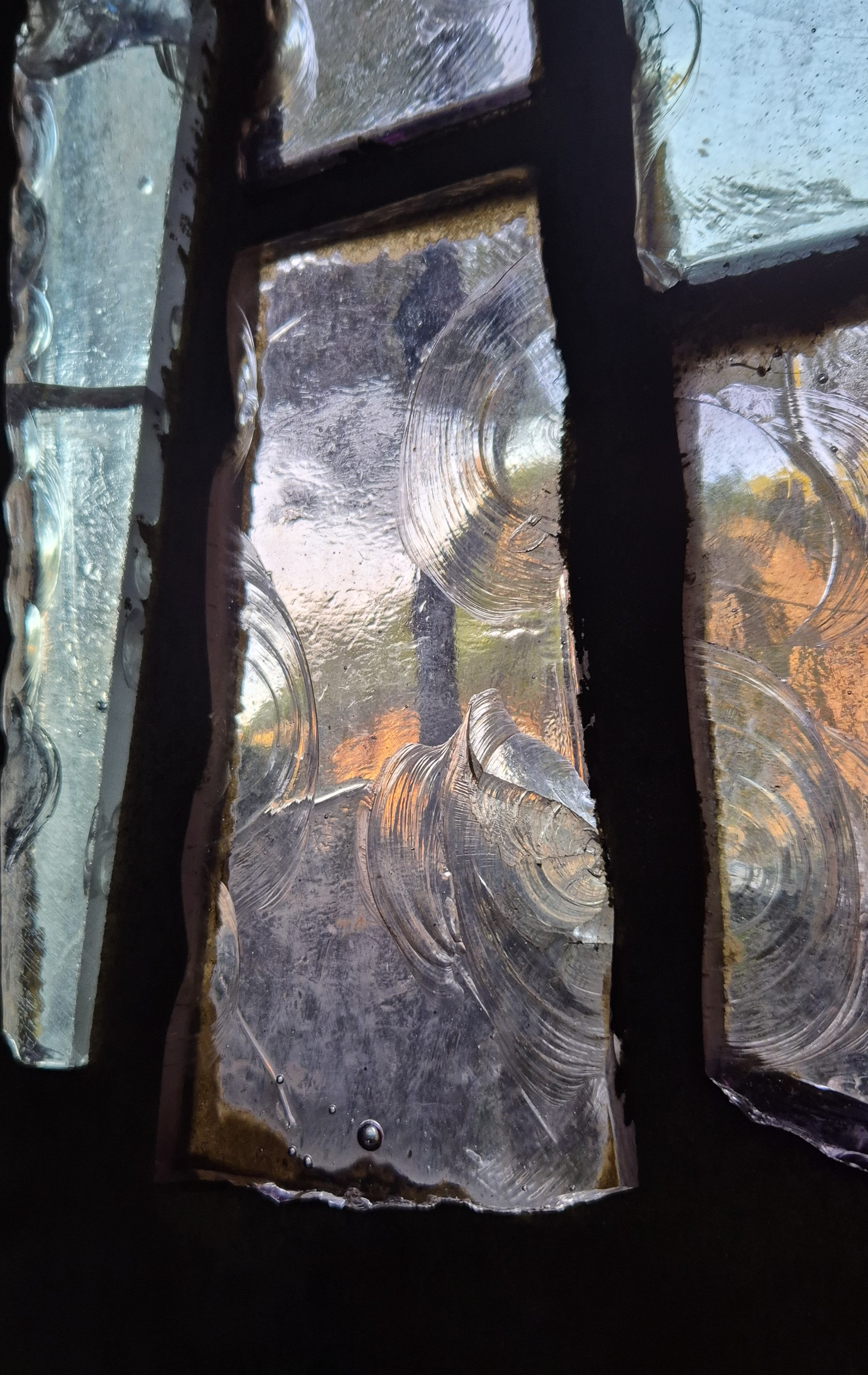
dettaglio della tecnica delle vetrate

Le vetrate sono realizzate a Sesto Fiorentino fra il 1982 e il 1985. Il disegno è opera di Piero Nincheri e la realizzazione avviene mediante la tecnica brevettata negli anni '60 chiamata "Dallas" che prevede di sagomare il vetro su un disegno preparatorio e legarlo insieme mediante resina tedesca molto resistente. Il telaio intorno è realizzato in ferro. Le vetrate sono state assemblate e poi messe in opera nelle finestre della chiesa per le quali sono state appositamente realizzate tenendo conto delle misure e del progetto iconografico. Alcuni vetri sono sbeccati per creare effetti particolari di luce. Le figure son realizzate con il vetro, senza aggiunte in pittura e presentano caratteri espressivi marcati ed incisivi, dati dalle forti linee di demarcazione scure e dalle anatomie espressioniste. I personaggi riempiono completamente lo spazio della vetrata, a volte con pose plastiche. I colori sono marcati e vivaci. 
Le vetrate seguono un progetto iconografico pensato dal primo parroco, don Michele Fusconi a eccezione di quelle della cappella dell'adorazione, volute da don Roberto Rossi. I temi riguardano la figura di Cristo e di Maria, l'Eucarestia, i patroni della città di Forlì ed esempi di virtù e opere di misericordia.

#### Le vetrate del piano terra
Le vetrate del piano terra sono dedicate a Cristo
- Sulle pareti laterale, partendo dalla sinistra dell'altare al piano terra si trovano: Presentazione al Tempio (Lc 2, 22-28); Gesù e la donna adultera (Gv 8, 1-11); Zaccheo (Lc 19, 1-10); Le nozze di Cana (Gv 2, 1-12); La pesca miracolosa (Lc 5, 1-11); I discepoli di Emmaus (Lc 24, 13-35). I riquadri presentano tutti un formato rettangolare verticale. Cristo è sempre presente e viene sempre associato a personaggi umani che ne colgono l'insegnamento o che vengono a contatto con un miracolo. La disposizione non è cronologica, anche se il primo episodio e l'ultimo vedono in effetti protagonista Gesù da adolescente il primo e dopo la Resurrezione l'ultimo.
- Vetrate del Fonte Battesimale: L’albero della vita (Gn 2, 8-14); La discesa dello Spirito Santo su Gesù nel Battesimo (Lc 3, 21; Mt 3, 16-17). Sono entrambi simboli di rinascita, l'albero allude alla Croce che porterà alla Resurrezione e la discesa dello Spirito Santo si riferisce specificamente al battesimo.
- Cappella dell'Adorazione: L’eucaristia con San Giovanni Paolo II; Cristo Divina Misericordia.
- Le vetrate del presbiterio rappresentano angeli (con candelabro da una parte e con il libro dall'altra), personaggi fondamentali per la Fede (Cristo Benedicente, Maria, San Pietro e San Giovanni) e due episodi del periodo Pasquale e che rimandano all'Eucarestia: l'Ultima Cena e Gesù nell'Orto degli ulivi.

#### Le vetrate del matroneo
- Sulle scale vengono associati due episodi dell'Antico e del Nuovo Testamento: Il sogno di Giacobbe (Gn 28, 10-22) e la resurrezione di Gesù. I due episodi sono legati in quanto nel sogno Giacobbe vede una scala che va verso il cielo e dunque prefigura la Resurrezione.
- Il ciclo del Matroneo è dedicato a Maria con tre episodi, Annunciazione; Natività; Deposizione; un dogma (l’Immacolata Concezione) e tre iconografie mariane: la Madonna del Fuoco, Maria come Madre di Dio (Theotòkos) e la Madonna della Fiducia, immagine venerata nel Pontificio Seminario Romano Maggiore. La Madonna del Fuoco viene raffigurata con le fiamme e i simboli tipici della luna e del sole. A lei è associato anche San Mercuriale che uccide il drago. La vetrata presenta una prevalenza di colori caldi nella parte alta e una corposa presenza di verde nella parte del drago. La Theotòkos è realizzata con una rigidità tipica bizantina, più schematica e ieratica. L'ultima iconografia si presenta complessa, perché unisce la Madonna della Fiducia, omaggio agli studi del primo parroco, don Michele Fusconi, al seminario romano in cui aveva studiato con la figura di San Pellegrino Laziosi, importante santo forlivese, che è il personaggio inginocchiato di fronte a lei.

#### Le vetrate del tamburo
Le vetrate del tamburo hanno come cardine l'immagine di Gesù e Maria in gloria con personaggi che li acclamano, collocata sopra il presbiterio. Intorno sono raffigurate le opere di misericordia corporali (nutrire gli affamati, visitare i carcerati, seppellire i morti, vestire i nudi, prendersi cura dei malati, dare riparo ai viaggiatori e offrire da bere agli assetati) e spirituali (consigliare i dubbiosi; insegnare agli ignoranti; ammonire i peccatori; consolare gli afflitti; perdonare le offese; perdonare pazientemente le persone moleste; pregare Dio per i vivi e per i morti). Queste opere vengono spesso raffigurate in un contesto contemporaneo e dunque concretizzate nella vita di tutti i giorni dei fedeli. Partendo da sinistra:
- Si vedono personaggi che offrono vestiti a una figura nuda e altri che offrono i prodotti della terra (nutrire gli affamati e vestire i nudi).
- Viene raffigurata una calamità naturale che ha portato distruzione nella parte sinistra e poi procedendo a destra figure che pregano e altri che si danno da fare per aiutare: le tende rappresentano il dare riparo ai viaggiatori.
- Nella parte sinistra si vedono persone che consolano due afflitti e una suora che accoglie tre ragazzi (consigliare i dubbiosi), nel centro delle persone che visitano un ammalato e infine persone che vengono fucilate testimoniando la propria fede (in fondo si vedono le figure con il fucile che colpiscono un gruppo di persone indifese, che simboleggiano il perdonare anche chi fa del male).
- Nella vetrata vengono rappresentati il seppellire i morti (a sinistra c'è un funerale con persone dolenti) dar da bere agli assetati (le due figure femminili di cui una porge da bere all'altra), curare i feriti (nel centro intorno alla croce rossa si vedono due figure di religiosi, un uomo e una donna che fasciano ferite), consolare gli afflitti (due persone cercano di rincuorare una terza che appare afflitta).
- Nella vetrata si illustra l'importanza dell'insegnamento (si vedono degli scolari sui banchi), ammonire i peccatori (nel centro una donna sgrida dei bambini), predicare (un vescovo parla a dei fedeli). In fondo si vede invece l'importanza della riconciliazione, e del pentimento mediante due figure che si confessano a un sacerdote, simbolo del perdonare le offese.
- La riconciliazione è il tema anche della vetrata successiva dove si vedono il Buon Ladrone che si riconcilia con Cristo, due persone che si stringono la mano osservate da una religiosa e la parabola del Figlio Prodigo che, ridottosi a badare ai porci finisce poi per riabbracciare il padre (sulla destra).
- L'ultima vetrata raffigura dei personaggi in preghiera pregare per i vivi e per i morti, con l'immagine dell'Eucarestia nel centro.

### La Via Crucis
La Via Crucis viene commissionata da don Michele Fusconi, primo parroco della chiesa all'artista forlivese Carmen Silvestroni. La prima committenza arriva alla fine degli anni '60 e una prima versione del ciclo viene realizzata in terracotta con quattordici stazioni che però non soddisfano l'artista, risultando troppo piccole per lo spazio da occupare. Pertanto la Silvestroni procede a realizzare una seconda serie di dimensioni dieci volte maggiori fra il 1970 e il 1972. La scelta iconografica è molto particolare perché alle scene legate alle stazioni della Via Crucis sono uniti temi contemporanei di dolore e sofferenza che vengono associati al dolore patito da Cristo nell'andata al Calvario.